# René Cance
Pour les articles homonymes, voir Cance.
René Cance, né le 29 avril 1895 à Laroquebrou et mort le 30 juillet 1982 à Draguignan, est un homme politique et résistant français. Membre du Parti communiste français, il a été maire du Havre, conseiller général du canton du Havre-2 et député de la Seine-Maritime.

## Biographie
Né à Laroquebrou, dans le Cantal, René Cance devient instituteur à Mayville en Seine-Inférieure.
Soldat de la Première Guerre mondiale, il est blessé et fait prisonnier. À son retour en France, il adhère à l'Association républicaine des anciens combattants (ARAC) et s'installe dans la région havraise, enseignant à Montivilliers puis au Havre à partir de 1920. 
Il s'inscrit au Parti communiste en 1932. Il est secrétaire de la section du Havre en 1935, directeur de son journal L'Avenir du Havre.
Il présente sa candidature aux élections cantonales d'octobre 1937 et est élu conseiller général dans le canton du Havre-2, premier conseiller général communiste en Seine-Maritime.
Sous l'Occupation, il entre dans la clandestinité et participe à la Résistance sous le pseudonyme de « Pierre ». Il devient secrétaire interrégional du Front national pour la « Région Cinq » du Parti communiste (Corrèze, Indre, Creuse, Haute-Vienne, Dordogne). D'avril à août 1944, il commande un maquis FTPF et organise les comités de Libération.
En 1946, René Cance est élu membre des deux Assemblées constituantes, réélu député jusqu'en 1962 (sauf en 1951). Il fait partie notamment de la commission des Affaires sociales.
Siégeant au conseil municipal du Havre depuis 1947, il est élu maire de la ville en 1956. Il perd sa fonction en 1959, puis la retrouve en 1965 pour une durée de six ans.
De 1945 à 1958, il est à nouveau membre du conseil général, dont il exerce la vice-présidence à plusieurs reprises.
Au terme d'une longue carrière politique dans les circonscriptions électorales dépendant du Havre, ayant quitté la région, il meurt le 30 juillet 1982 à Draguignan (Var) à l'âge de 87 ans.
Son successeur à l'Assemblée nationale en 1967 et à la mairie du Havre en 1971 est, comme il le souhaitait, son premier adjoint, le communiste André Duroméa.

## Synthèse des mandats
Mandats locaux
- Conseiller général de Seine-Maritime de 1937 à 1958
- Conseiller municipal du Havre de 1947 à 1971
- Maire du Havre du 30 janvier 1956 au 16 mars 1959 et du 27 mars 1965 au 20 mars 1971

Mandats nationaux
- Député de la Seine-Inférieure de 1945 à 1951 (non réélu) puis réélu de 1956 à 1958
- Député de la septième circonscription de la Seine-Maritime de 1958 à 1967